# Arethuseae
Arethuseae – plemię roślin z rodziny storczykowatych (Orchidaceae). Rośliny z tego plemienia występują we wschodniej części Ameryki Północnej, w krajach Azji Południowo-Wschodniej oraz na niewielkim obszarze północnej Australii.

## Systematyka
Plemię sklasyfikowane do podrodziny epidendronowych (Epidendroideae) w rodzinie storczykowatych (Orchidaceae), rząd szparagowce (Asparagales) w obrębie roślin jednoliściennych.
Wykaz podplemion
- Arethusinae Benth.
- Coelogyninae Benth.